# Mitrovići (Podgorica)
Pour les articles homonymes, voir Mitrovići.
Mitrovići (en serbe cyrillique : Митровићи) est un village de l'est du Monténégro, dans la municipalité de Podgorica.

## Démographie

### Évolution historique de la population
| 1948 | 1953 | 1961 | 1971 | 1981 | 1991 | 2003 |
| ---- | ---- | ---- | ---- | ---- | ---- | ---- |
| 159  | 133  | 170  | 178  | 242  | 280  | 288  |